# Физиолошка зона атмосфере
Физиолошка зона атмосфере или зона потпуне компензације означава функционални лимит или границу земљине атмосфере од које зависи одржање живота на површини земље.
Организам човека и његов физиолошки механизам дисања је кроз еволуцију, прилагођен да буде успешан до око 5.000 m (зона физиолошке ефикасности), а физиолошки безбедан до 3.000 метера (физиолошка зона атмосфере) изнад нивоа мора. Изван ових зона, компензациони механизми организма се неуспешно супротстављају стресогеним утицајима висине, пре свега утицају пада парцијалног притиска кисеоника у удахнутом ваздуху, што доводи до појаве хипоксије, која може завршити и смртним исходом.

## Опште информације
Кључна улога атмосфере у одржавању живота на Земљи је обезбеђење кисеоника за дисање. У горњим слојевима атмосфере изнад 100 km или Карманове линије, он је откривен само у облику атомског кисеоника насталог у процесу фотодисоцијације биатомског кисеоника (О2) под утицајем врло кратког ултравиолетног зрачења.
Парцијални притисак кисеоника (а тиме и његова количина у удахнутом ваздуху) рапидно опада са висином, а то снижење одговара опадању целокупног барометарског притиска у атмосфери, што неминовно утиче на физиолошке процесе дисања живих бића, и у скалду је са порастом надморске висине.
Физиолошка зона атмосфере протеже се од нивоа мора до 3.000 m висине. То је зона до које се човеково тело добро прилагођава висини. Ниво кисеоника у овој зони је довољан да задржи нормалну, здраву особу у физиолошком стању и не доведе до појаве хипоксије, без помоћи посебне заштитне (висинске) опреме.
Међутим иако хипоксија, (хипобарична хипоксија), као стање смањене количине кисеоника у ћелијама и ткивима, има за последицу поремећај у функционисању органа, система и ћелија, у организму човека након успона приближно изнад 1.500 m надморске висине, до последица у организму човека не долази до 3.000 m надморске висине, јер хипоксија активира читав низ интегрисаних физиолошких промена након успона. Ове промене функција организма имају за циљ да повећају снабдевање ткива и ћелија кисеоником и најизраженије су у оним деловима тела који су директно повезани са испоруком кисеоника (а то су кардиоваскуларни и респираторни систем), али ове промене се вероватно јављају и у свим другим системима организма.
Просечни атмосферски пристисак измерен на нивоу мора износи око 1 бар = 1 атм = 101.3 кРа. Са повећањем висине барометарски притисак опада експоненцијално, слично густини ваздуха, уз незнатна одступања у паду притиска са висином што је проузроковано температуром атмосфере.
Промене у атмосферском притиску са брзим успонима у овој зони могу једино да изазову осећај притиска или пуцкетања у уву и/или синусим заробљеним гасом, који се са порастом висине шири у у овим шупљинама. Међутим, ове промене су релативно слабе у поређењу са баротрауматским оштећењима телесних шупљина и других органа испуњених ваздухом, која могу настати на већим надморским висинама.
Такође треба имати у виду да иако се ради о физиолошкој зони атмосфере која је релативно безбедна за нормалан процес дисања, на висини изнад 1.500 m, одређена неповољна психофизиолошка стања у организму човека могу угрозити физиолошке процесе и убрзати развој хипоксије. У та стања спадају:
- алкохолисаност, злоупотреба лекова и дроге,
- стрес,
- мамурлук,
- премореност, замор,
- гојазност,
- акутне или хроничне болести,
- незадовољавајућа физичка кондиција[3]